# Victory
Victory (в превод „Победа“) е единадесетият студиен албум на Модърн Токинг, който излиза на 18 март 2002 година.
Това е много различен като звучене албум от всички предишни. Характерното за него е твърдото звучение в съчетание между евроденс и поп рок. Албумът е харесан много от тийнейджърите и достига първо място в класацията. От него излиза сингълът Ready for victory, с който е открита немската Евровизия 2002. Сингълът попада в Топ 7. Албумът става платинен и е един от най-успешните в историята на групата. Вторият сингъл Juliet е с типичното диско звучене от 70-те години и въпреки това попада в Топ 25. В него са включени баладата Don't Make Me Blue, и песните When The Sky Rained Fire, 10 Seconds To Countdown – която първоначално е замислена да излезе като сингъл и Love To Love You – написана от Томас Андерс. В противовес на всички останали песни е парчето Mrs. Robota – което звучи меко и е в типичен стил евродиско от 80-те.

## Списък на песните
1. „Ready For The Victory“ – 3:31
2. „I'm Gonna Be Strong“ – 3:30
3. „Don't Make Me Blue“ – 3:52
4. „Juliet“ – 3:37
5. „Higher Than Heaven“ – 3:33
6. „You're Not Lisa“ – 3:05
7. „When The Sky Rained Fire“ – 3:41
8. „Summer In December“ – 3:36
9. „10 Seconds To Countdown“ – 3:20
10. „Love To Love You“ – 3:29
11. „Blue Eyed Coloured Girl“ – 4:13
12. „We Are The Children Of The World“ – 3:16
13. „Mrs. Robota“ – 3:27
14. „If I...“ – 4:50
15. „Who Will Love You Like I Do“ – 4:01